# فيكي دريفز
فيكتوريا مانالو دريفز (بالإنجليزية: Victoria Manalo Draves)‏ والشهيرة باسم فيكي دريفز (بالإنجليزية: Vicki Draves)‏ (اسم الولادة:
 فيكتوريا مانالو؛ 31 ديسمبر 1924 - 11 أبريل 2010) غواصة أمريكية من أصول فلبينية. فازت بميداليات ذهبية في كل من منصة ومنط الغطس في دورة الألعاب الأولمبية الصيفية 1948 في لندن. وقد أصبحت بذلك أول امرأة تحصل على ميداليات ذهبية لكل من المنصة التي يبلغ ارتفاعها عشرة أمتار ولوحة الانطلاق التي يبلغ طولها ثلاثة أمتار. بالإضافة إلى ذلك، أصبحت دريفز أول امرأة أمريكية تفوز بميداليتين ذهبيتين في الغطس، وأول أمريكية آسيوية تفوز بميداليات ذهبية أولمبية.

## عنها
ولدت فيكتوريا مانالو في منطقة ساوث أوف ماركت في مدينة سان فرانسيسكو، لطاهٍ وموسيقي فلبيني يُدعى: تيوفيلو مانالو (بالإنجليزية: Teofilo Manalo)‏، وعاملة منزلية إنجليزية تُدعى: غرترود تايلور (بالإنجليزية: Gertrude Taylor)‏. التقى والداها وتزوجا في سان فرانسيسكو. نشأت مع والديها، وأختها التوأم كوني، وأختها الكبرى فرانكي، وأخيها الأصغر سوني، الذي توفي وهو في سن الطفولة. بدأت فيكي بأخذ دروس في السباحة الصيفية في سن العاشرة، في أحد مراكز الصليب الأحمر، حيث كانت تدفع خمسة سنتات ليُسمح لها بالسباحة في مسبح في منطقة البعثة. لعبت فيكي أيضًا كرة الريشة وكرة السلة والكرة اللينة حين كانت في المدرسة الثانوية، وقد تخرجت من المدرسة الثانوية التجارية في شارع فان نيس (بالإنجليزية: Van Ness Avenue)‏ في عام 1942، لتعمل إثرها في وظيفة مؤقتة في الخدمة المدنية في مكتب جيش بورت سورجيون.
شعارات جوجل تكرم البطلة الأولمبية الأمريكية الفلبينية فيكي دريفز ، تتيح لنا الفرصة للاستمتاع بهذا النوع المتعال. المجد الرياضي المحبوب من قبل عشاق الرياضة في جميع أنحاء العالم حصلت دريفز على ميدالياتها على الرغم من الانتكاسات التي ربما ردعت شخصًا أقل تصميماً. لم تتعلم السباحة حتى كانت في التاسعة أو العاشرة من عمرها بسبب الخوف من الماء ، وفي أعقاب الهجمات على بيرل هاربور ، كانت العنصرية والتمييز ضد الأمريكيين الآسيويين متفشية وساهمت بشكل مباشر في المعاملة السلبية التي واجهها درافيز.

## قراءات متعمقة
- Hyung-chan، Kim (1999). Distinguished Asian Americans : a biographical dictionary. Westport, Conn: Greenwood Press. ISBN:9780313289026. مؤرشف من الأصل في 2022-03-21.
- Draves، Vicki؛ Amateur Athletic Foundation of Los Angeles. (1999). An Olympian's oral history : Vicki Draves, 1948 Olympic Games, diving. Los Angeles: Amateur Athletic Foundation of Los Angeles. OCLC:45944250.

## روابط خارجية
- فيكي دريفز على موقع الاتحاد الدولي للسباحة (الإنجليزية)
- فيكي دريفز على موقع قاعة مشاهير السباحة العالمية (الإنجليزية)
- فيكي دريفز على موقع اللجنة الأولمبية الدولية (الإنجليزية)
- فيكي دريفز على موقع أوليمبيديا (الإنجليزية)